# Kościół św. Marcina w Kotli
Kościół pw. św. Marcina w Kotli – katolicki obiekt sakralny pełniący funkcję kościoła parafialnego.

## Historia
Najstarsza wzmianka o parafii i kościele w Kotli pochodzi z 1318 roku. Na podstawie tych źródeł wiadomo, iż pierwotny kościół, gotycki spłonął w 1731 roku. Obecny barokowy kościół zbudowany został w 1748 roku, wykorzystał on elementy pochodzące z poprzedniej budowli (wieżę i mur zachodniej części kościoła). Świątynia została wybudowana na wzniesieniu, z masywną kwadratową wieżą.  

## Architektura
Kościół jest budowlą trzynawową, nawa główna sklepiona jest pięcioma jarzmami. Przednie jarzmo znajduje się nad głównym ołtarzem, ostatnie obejmuje empory organowe. Dwa ostatnie jarzma bocznej nawy po stronie epistoły tworzą zakrystię. Nawy boczne w porównaniu do głównej nawy są stosunkowo niskie, zostały one dobudowane w latach 1884–89. Po wschodniej stronie usytuowany jest krzyż. Nad wejściem z południowej strony znajduje się wykonana z wypalonej gliny głowa Chrystusa.

## Wyposażenie

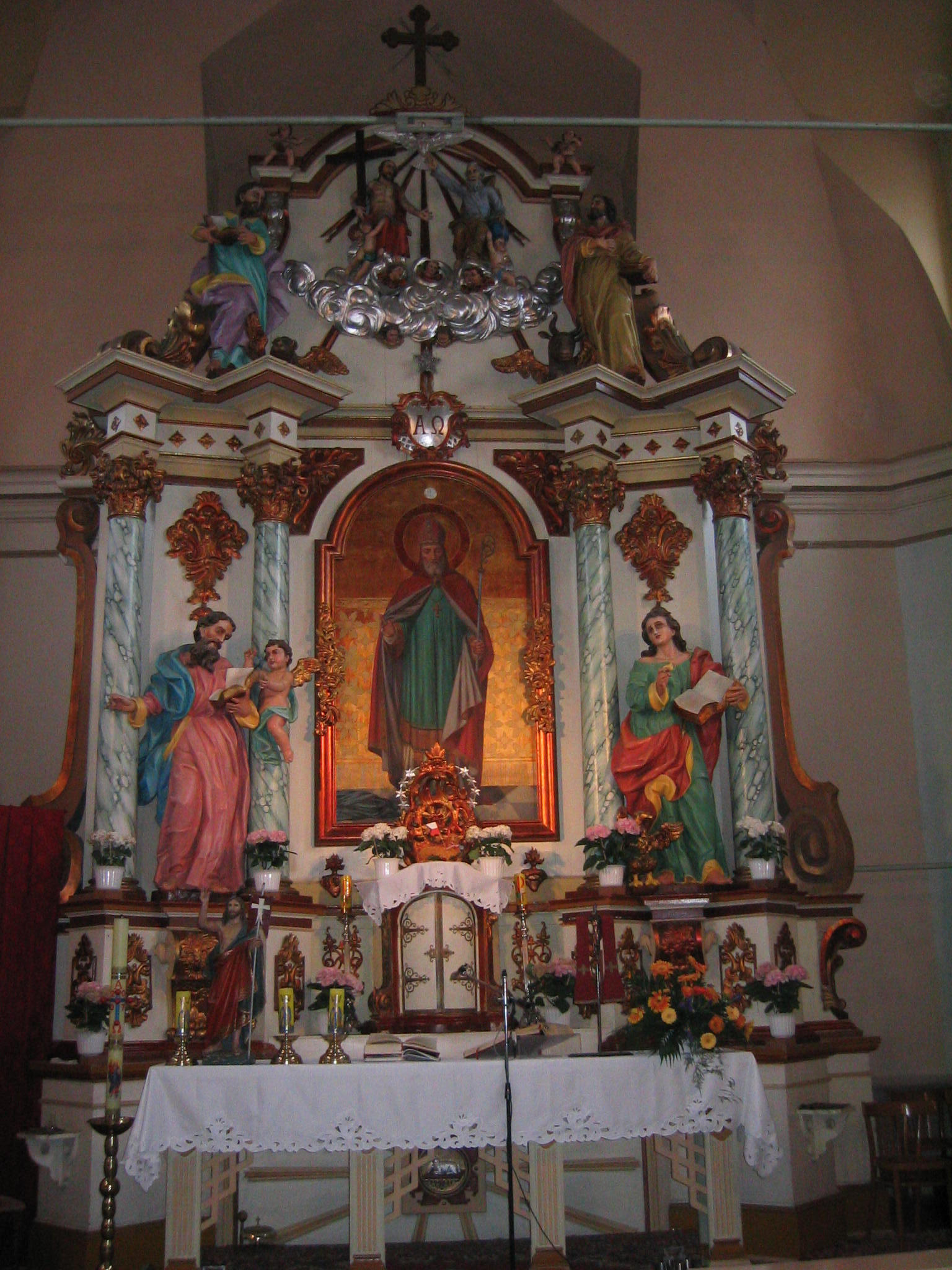
Ołtarz Główny

### Ołtarze
Obraz św. Marcina, który się znajduje na głównym ołtarzu został namalowany przez Ferdinanda Wintera. Po obu stronach obrazu znajdującego się na głównym ołtarzu przedstawione zostały figury ewangelistów Mateusza i Jana. Nad obrazem znajduje się Trójca Święta, z figurami przedstawiającymi Marka i Łukasza.
W zakończeniu wschodniej nawy bocznej znajduje się ołtarz Chrystusa Frasobliwgo. Pod sklepieniem znajduje się figura Chrystusa oraz figury św. Marii i św. Jana. W pd. nawie bocznej, obok ambony, umieszczony jest ołtarz św. Antoniego w otoczeniu Alojzego i Floriana. Ołtarz Marii z barokowymi figurami Joachima i Anny oraz posąg, przedstawiający Maryję z dzieciątkiem znajduje się naprzeciw ambony. Ambona znajduje się po stronie epistoły.

### Płaskorzeźby
Na koszu znajdują się płaskorzeźby:
- Znalezienie zaginionej owcy
- Kobieta znajdująca zgubioną drachmę
- Trzy anioły z symbolami: krzyż, kotwica, serce (Wiara, Nadzieja, Miłość)

### Droga Krzyżowa
Na wyposażeniu kościoła znajdują się kopie obrazów Drogi Krzyżowej namalowanych przez Geberhardta Fugela.

### Organy
Organy znajdujące się w kościele pochodzą z 1928 roku. Na parapecie organowego chóru znajduje się napis: "Laudate Dominium in choro et organo" ("Chwalcie Pana w chórze i na organach"). Chrzcielnica jest z 1845 roku, pochodzi ona z fundacji Mateusza Müllera. Na pokrywie znajduje się gołębica Ducha św. w promieniach.

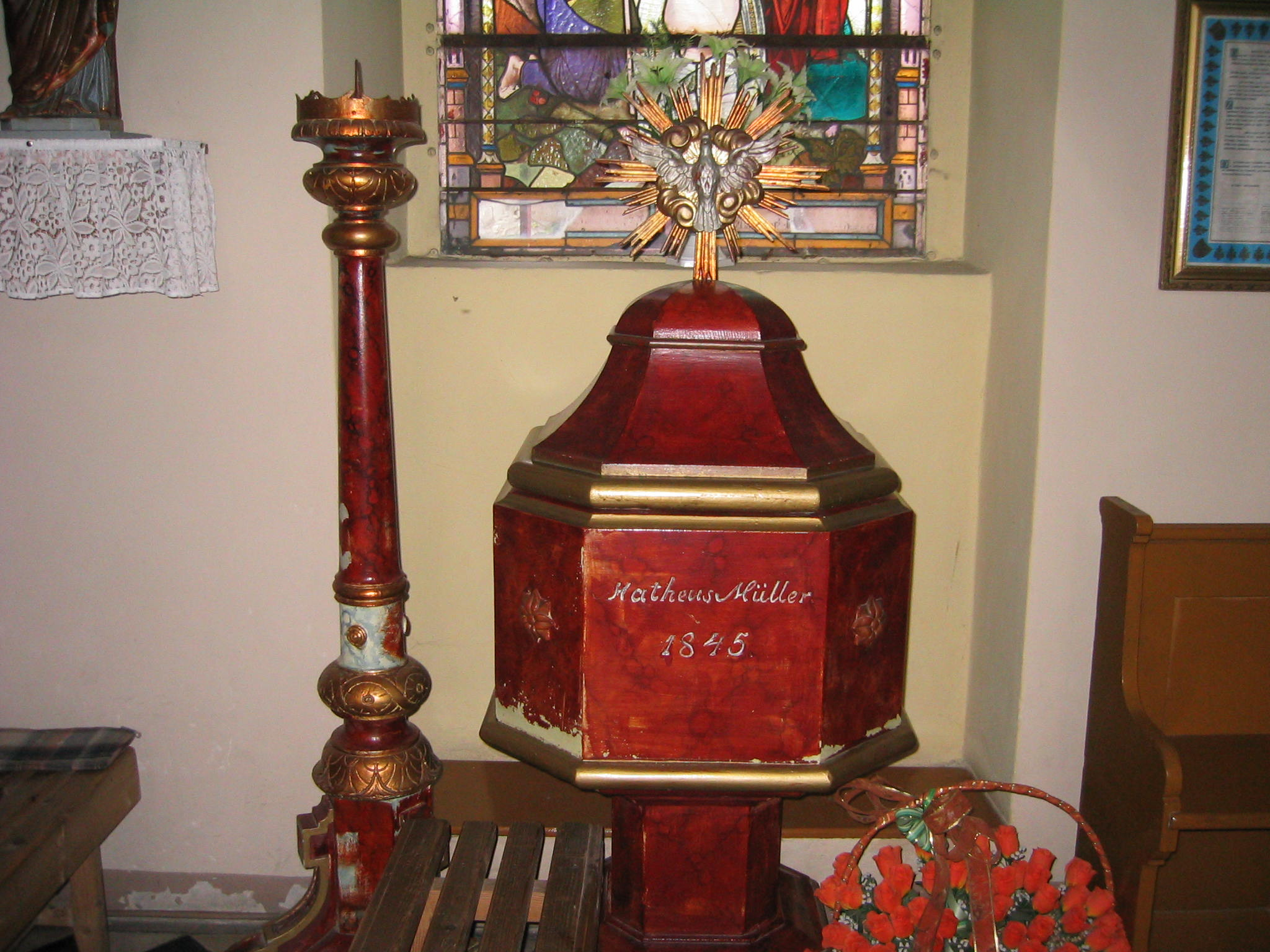
Chrzcielnica

## Otoczenie
Interesującym zabytkiem sztuki sakralnej jest umieszczony w przykościelnym murze cmentarnym kamienny krzyż wmurowany trzonem w ogrodzenie. Według przekazów ludowych został on wstawiony po zabiciu syna toporem przez ojca podczas budowy wieży kościoła. Krzyż określany jest często jako tzw. krzyż pokutny (pojednania)  czyli krzyż fundowany przez zabójcę w wyniku umowy pojednawczej z rodziną zabitego.
Przypuszczenie to nie ma oparcia w żadnych dowodach ani badaniach a jest oparte jedynie na nieuprawnionym założeniu, że wszystkie stare kamienne krzyże monolitowe, o których nic nie wiadomo, są krzyżami pokutnymi, chociaż w  rzeczywistości powód fundacji takiego krzyża może być różnoraki, tak jak każdego innego krzyża. Ta ostatnia legenda stała się na tyle popularna, że zaczęła być odbierana jako fakt i pojawiać się w lokalnych opracowaniach, informatorach czy przewodnikach jako informacja, bez uprzedzenia, że jest to co najwyżej luźna hipoteza bez żadnych bezpośrednich dowodów.   

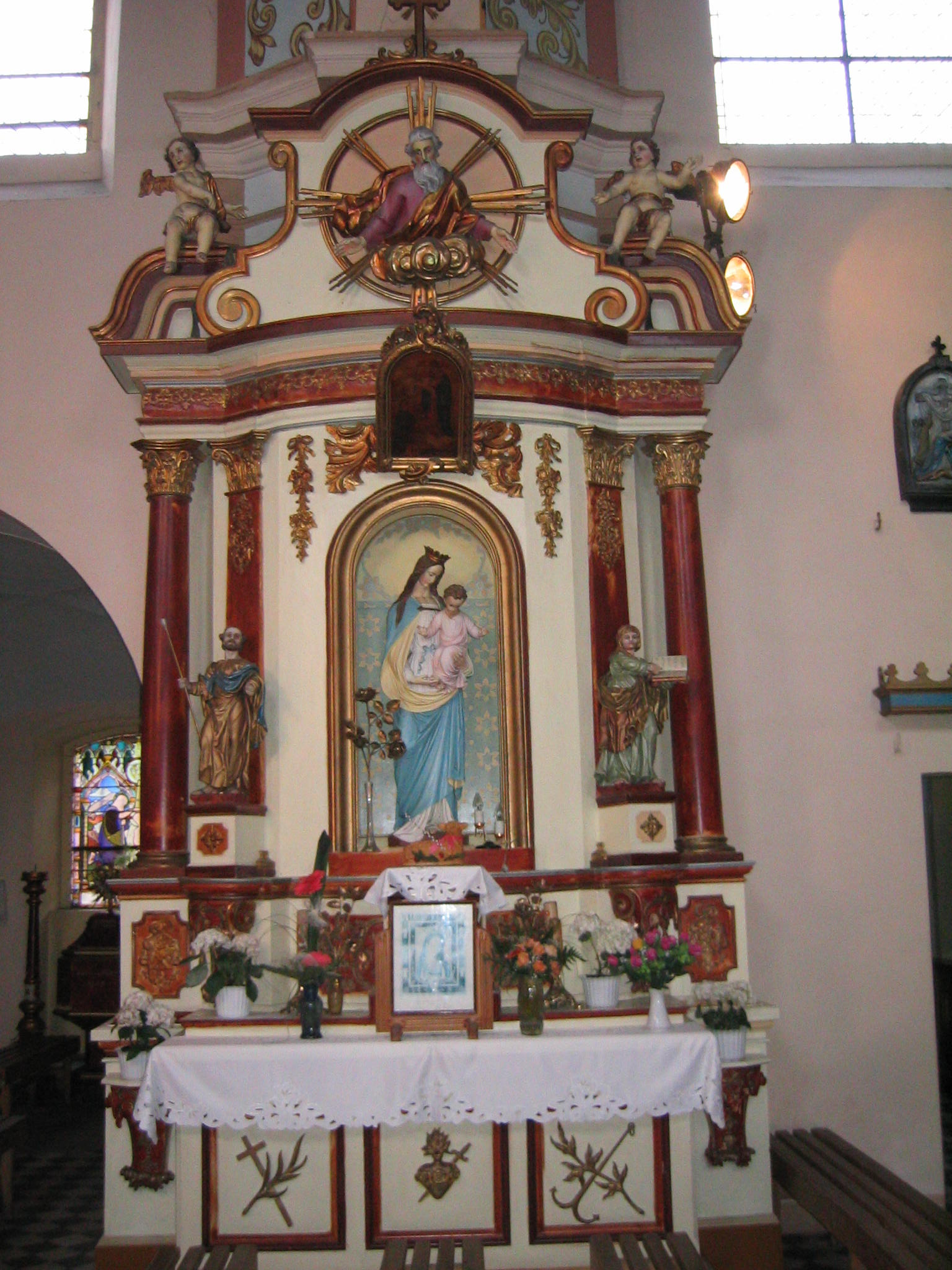
Ołtarz Maryi
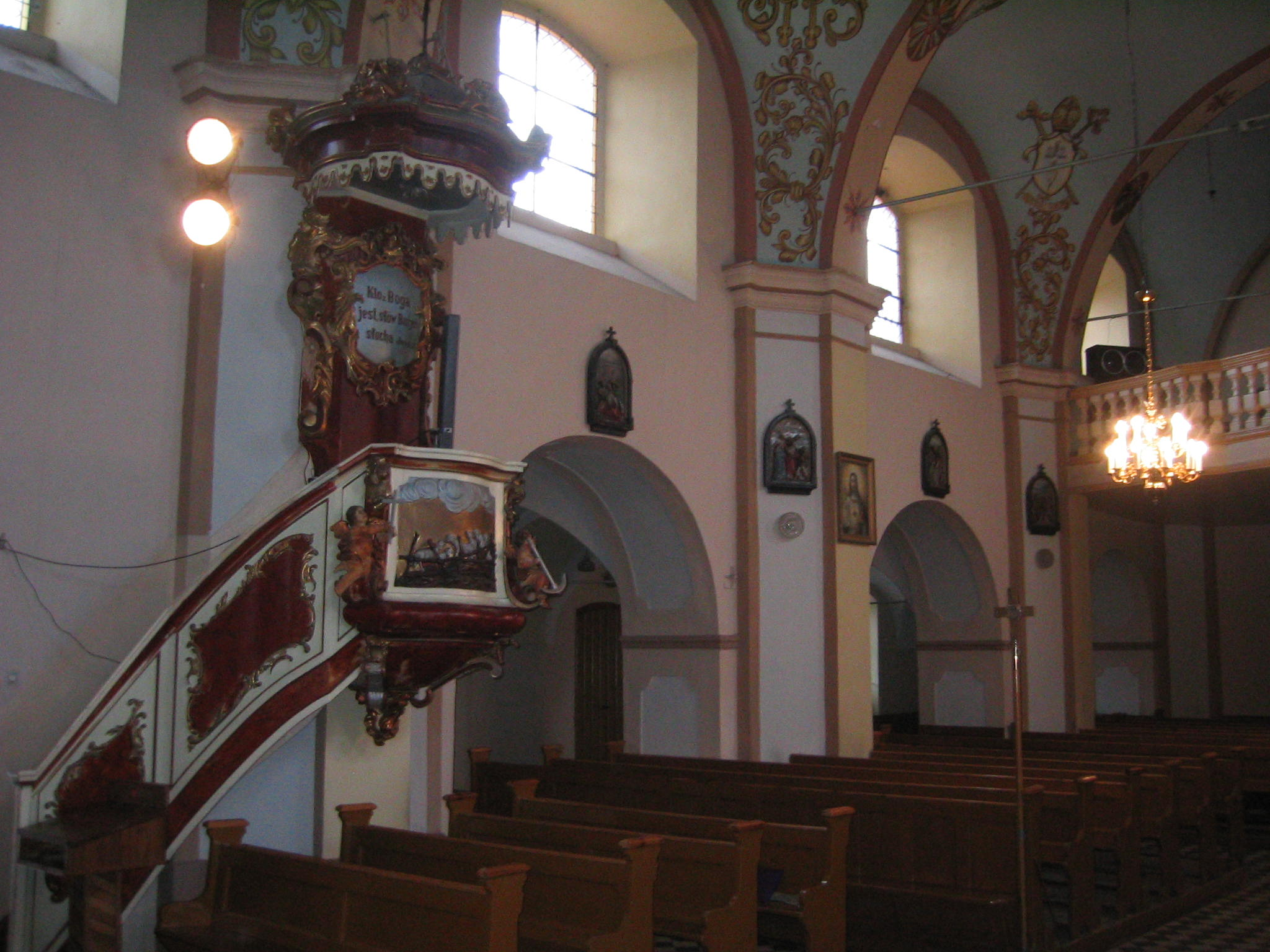
Ambona
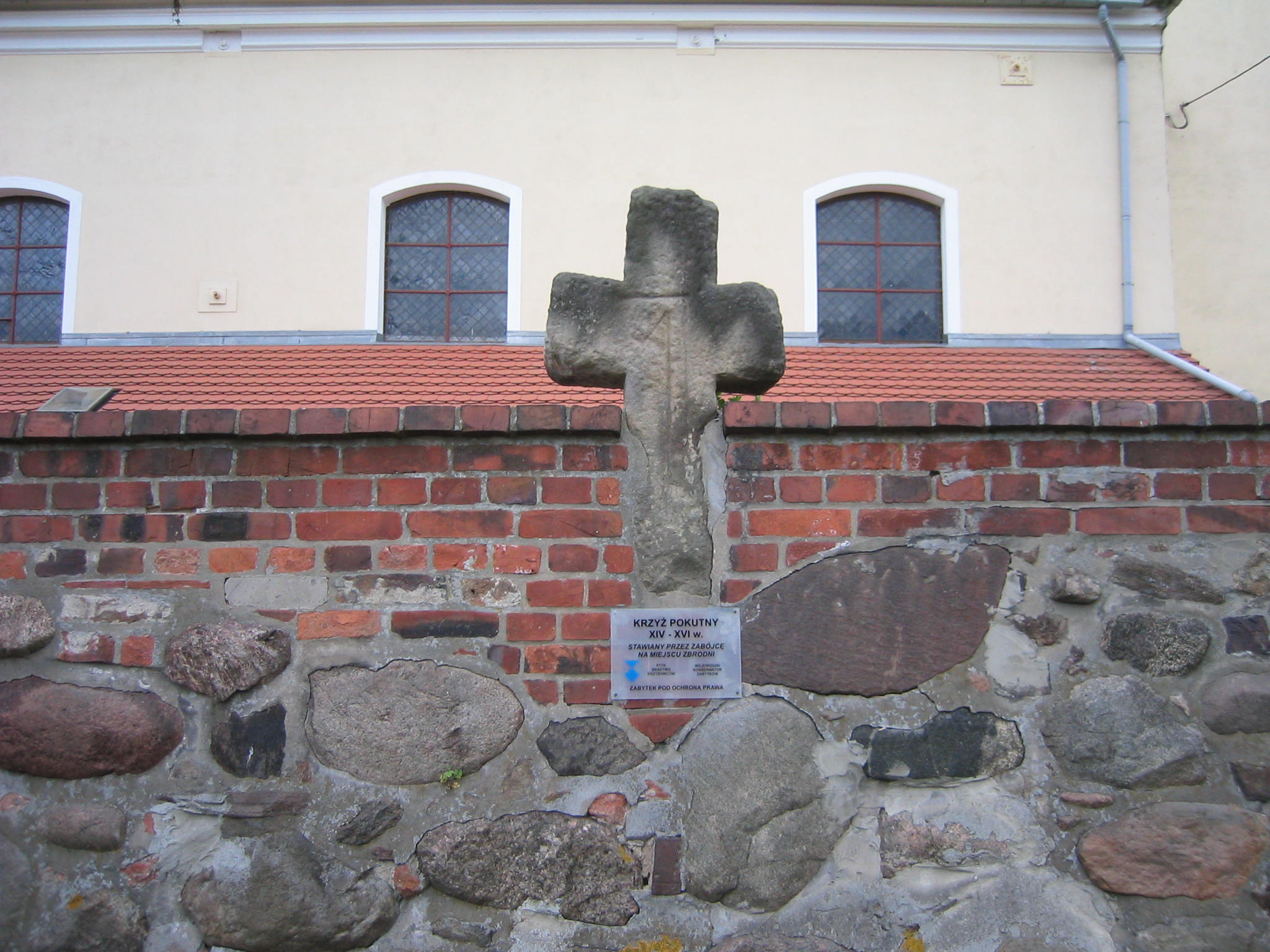
Krzyż kamienny